# Marsdenia umbellata
Marsdenia umbellata är en oleanderväxtart som beskrevs av August Heinrich Rudolf Grisebach. Marsdenia umbellata ingår i släktet Marsdenia och familjen oleanderväxter. Inga underarter finns listade i Catalogue of Life.